# Kenney Vleugels
Kenney Vleugels is een Nederlandse computerspelontwikkelaar en ondernemer, vooral bekend om zijn werk aan computerspel-assets en -tools die computerspelontwikkeling toegankelijker maken. Hij is daarnaast ook de oprichter van het Nationaal Archief Educatieve Games, dat tot doel heeft Nederlandse educatieve computerspellen te archiveren, en MakeGame, een werk- en ontmoetingsplaats voor computerspelontwikkelaars.

## Computerspelontwikkeling
Vleugels begon in 2004 met computerspelontwikkeling. Hij begon met het maken van asset-packs toen hij een personage uit een van zijn geannuleerde games aanbood aan andere computerspelontwikkelaars. De assets van Vleugels zijn gebruikt in verschillende projecten, waaronder prototypes, gidsen, boeken, tutorials, computerspellen en game jams. Hij heeft samengewerkt met scholen en docenten om computerspelontwikkeling te ondersteunen door gratis assets en advies te verstrekken. In 2017 bracht hij Asset Forge uit, een tool waarmee gebruikers eenvoudig 3D-modellen en 2D-sprites kunnen maken.
Hij heeft een aantal spellen ontwikkeld, waaronder Oopi's Quest (2022) voor de Nintendo Entertainment System, Wizards & Dinosaurs (2021) voor de Atari 2600, die beiden gratis in de browser te spelen zijn via itch.io. Daarnaast verkoopt hij Frick, Inc. (2020) en Pixross (2020) op itch.io en Steam.

### MakeRoom
MakeRoom is een sandbox-spel in ontwikkeling door Vleugels. In dit spel kunnen spelers kamers inrichten met een catalogus van meubels en objecten. Het spel biedt ook doelstellingen voor spelers die op zoek zijn naar meer structuur. Hoewel de officiële release nog niet heeft plaatsgevonden, is er een demo beschikbaar op Steam en itch.io. Het spel heeft enige aandacht gekregen vanwege de gelijkenis met Flora Corner, een ander spel waarvan de ontwikkelaar erkende geïnspireerd te zijn door MakeRoom. Deze controverse resulteerde in een verontschuldiging van de ontwikkelaar van Flora Corner en een belofte om de visuele stijl van het spel aan te passen.

## MakeGame
Kenney Land, later bekend als Pixeland en uiteindelijk MakeGame, is een initiatief van Vleugels dat begon met een crowdfundingcampagne in 2014. Het doel was het oprichten van een fysieke locatie in Kerkrade voor samenwerking, leren en netwerken binnen de computerspelindustrie, inclusief het organiseren van evenementen zoals game jams en workshops. In 2015 werd de naam veranderd naar Pixeland om een bredere aantrekkingskracht te creëren en om lokale initiatieven wereldwijd te stimuleren. In 2022 werd de naam opnieuw gewijzigd naar MakeGame.

## Nationaal Archief Educatieve Games
In 2021 richtte Vleugels het Nationaal Archief Educatieve Games op, met als doel Nederlandse educatieve computerspellen te bewaren en toegankelijk te maken als cultureel erfgoed. Het archief, dat wordt beheerd door Vleugels en een team van vrijwilligers, herbergt meer dan 750 fysieke en 1200 digitale titels, waaronder spellen die elders niet gedocumenteerd zijn. Ondanks de uitdagingen van het vinden van spellen, juridische kwesties en technische problemen, speelt deze website een belangrijke rol in het behoud van deze niche computerspellen. Een deel van de collectie wordt gratis beschikbaar gesteld via het Internet Archive.